# Maarten van Heemskerck
Maarten van Heemskerck, né en 1498 à Heemskerk et mort le 1er octobre 1574 à Haarlem, est un peintre maniériste des Pays-Bas. Portraitiste reconnu, il fut proche des milieux littéraires, notamment de Cornelius Musius qui lui passa plusieurs commandes. Il est célèbre pour sa série de gravures des Sept Merveilles du monde (1572).

## Biographie
Né à Heemskerk aux Pays-Bas, il est placé en apprentissage par son père, petit métayer, auprès de Cornelis Willemsz. et Jan Lucasz à Haarlem. Lorsqu'il se voit contraint de regagner l'exploitation paternelle pour labourer et traire les vaches, le jeune Heemskerck saisit la première occasion pour faire le mur et témoigne de sa volonté de fuir son hameau natal en faisant à pied et en une seule fois les quelques dizaines de kilomètres qui le séparent de la ville de Delft. Là, il se trouve un maître qu'il abandonne bientôt pour Jan van Scorel de Haarlem.

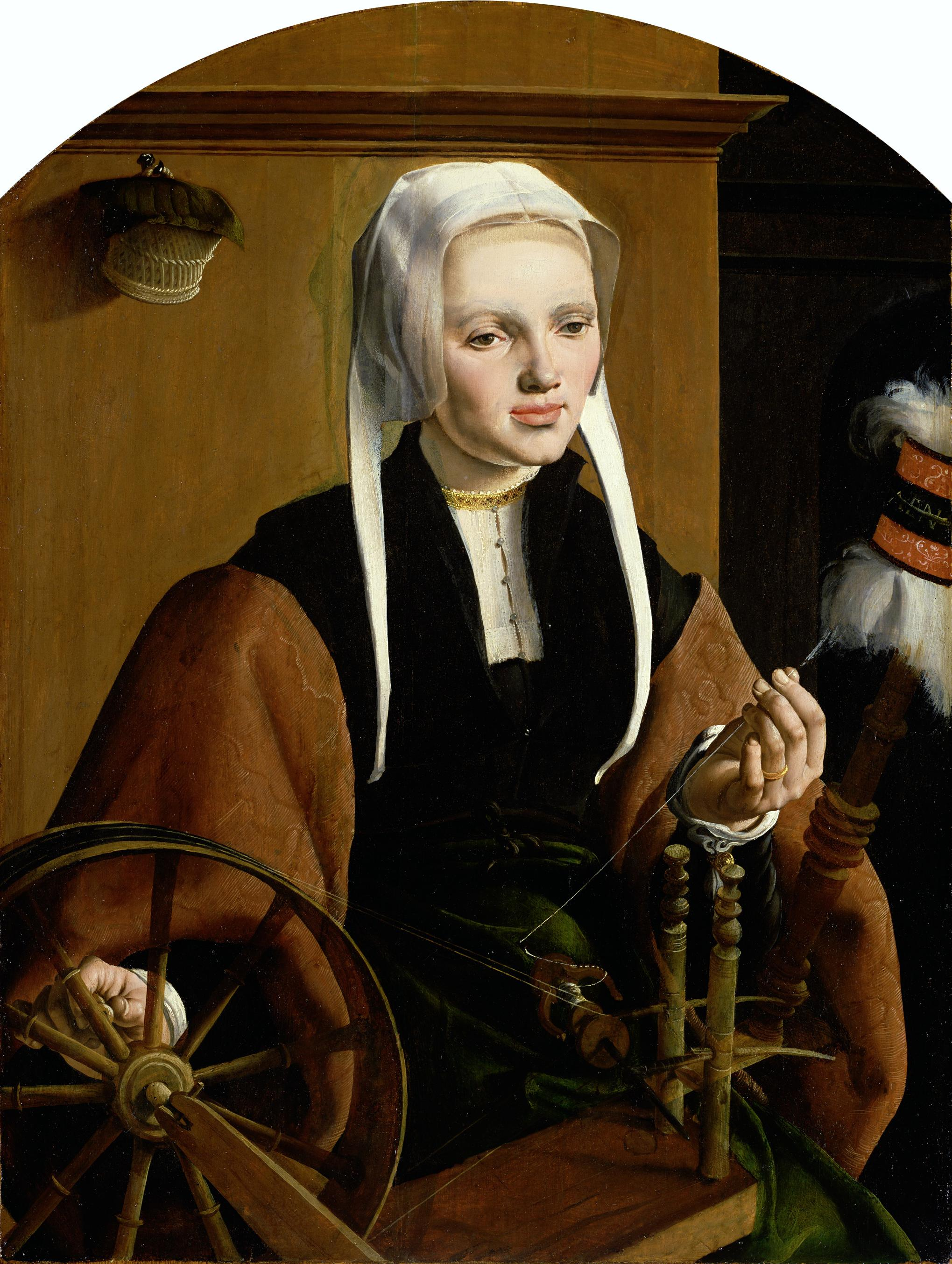
Portrait d'Anna Codde
1529, Rijksmuseum.

C'est là qu'il acquiert ce que l'on a appelé sa première manière, qui n'est rien d'autre qu'une imitation du style italianisant introduit par Jan Mabuse et ses collègues.
Puis il entreprend un voyage de 1532 à 1536-1537, au cours duquel il visite le Nord de l'Italie, s'arrêtant à Rome où il présente ses lettres d'introduction auprès d'un cardinal, Willem van Enckenvoirt. De ce voyage, on connaît deux albums de dessins conservés à Berlin, comprenant des vues de la Rome moderne, des statues et des monuments antiques et de grandes réalisations contemporaines, dessins qui sont gravés à son retour aux Pays-Bas. Il est probable qu'il était devenu expert dans son art puisqu'il fut engagé aux côtés d'Antonio da San Gallo, Battista Franco et Francesco Salviati pour décorer les arcs de triomphe éphémères érigés en l'honneur de l'entrée de l'empereur Charles Quint. Vasari, qui a pu observer les scènes de bataille exécutées alors par Heemskerck, affirme qu'elles étaient bien composées et d'une facture assurée.
De retour aux Pays-Bas, il s'installe à Haarlem, où il devient rapidement doyen de sa guilde (1540), se marie deux fois et se constitue une clientèle nombreuse et lucrative. Il appartient vraisemblablement à l'une des chambres rhétoriques de la ville qui rassemble les élites sociales et intellectuelles. À Delft, il fait la connaissance du poète Cornelis Musius, alors recteur du monastère de Sainte-Agathe (nl),,,. Musius exerce son mécénat et passe commande à van Heemskerck plusieurs œuvres, en particulier pour Sainte-Agathe, ce qui permet au peintre de l'école flamande d'assoir sa notoriété,,,. 
En 1572, il quitte Haarlem, fuyant le siège mené par les Espagnols, et se réfugie à Amsterdam où il rédige un testament qui nous est parvenu et qui prouve qu'il avait réussi à amasser une fortune honorable. À sa mort, il lègue de l'argent et des terres en fiducie à l'orphelinat de Haarlem, dont l'intérêt doit être versé chaque année à tout couple qui accepte de célébrer son mariage devant sa pierre tombale dans la cathédrale de Haarlem. Il existe encore aujourd'hui une croyance dans la partie catholique des Pays-Bas selon laquelle ce rite assure le repos de l'âme du défunt.

## Œuvre

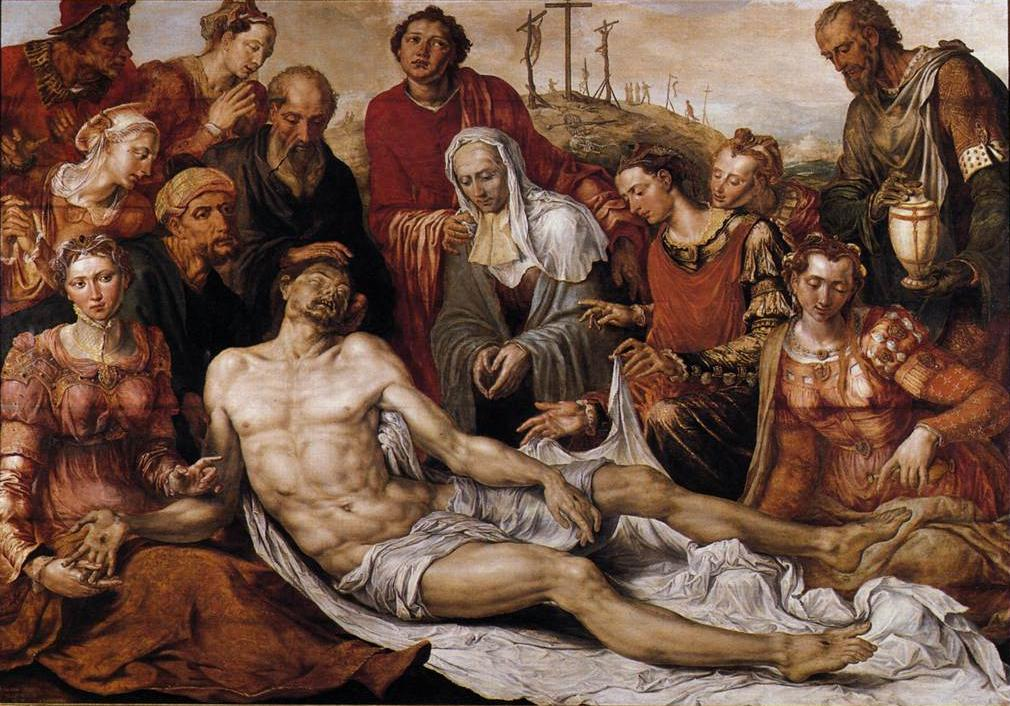
', 1566, œuvre commandée par Cornelis Musius pour le compte du monastère de Sainte-Agathe, à Delft,.

Heemskerck fut un peintre prolifique. De la période qui précède le voyage italien, on peut citer Adam et Eve, Saint Luc peignant la vierge, un perroquet en cage et un retable dans le musée de Haarlem, ainsi qu'un Ecce Homo dans celui de Gand.
À son retour de Rome, son style a changé : il ne se consacre qu'occasionnellement au portrait pour aborder des sujets religieux austères et des thèmes mythologiques. De cette période nous possédons une Crucifixion (musée de Gand) de 1543 et le retable de la compagnie des marchands-drapiers de Haarlem qui date de 1546 et se trouve aujourd'hui au musée de La Haye. On peut y voir l'influence des œuvres de Michel-Ange et de Raphaël qu'il avait étudiées à Rome, et celle des fresques de Mantegna et de Giulio Romano admirées en Lombardie. De cette période (vers 1550) date aussi la nouvelle version de Saint Luc peignant la Vierge, conservée au musée des Beaux-Arts de Rennes, et sans doute un de ses chefs-d'œuvre.
En 1551, il produit encore de mémoire une copie de la Madone de Lorette de Raphaël, au musée de Harlem. Un Jugement de Momus de 1561, conservé à la Gemäldegalerie de Berlin, est pleinement maniériste : poses contorsionnées, architecture fantaisiste, sujet littéraire érudit. Deux retables exécutés pour des églises de Delft en 1551 et 1559 (musées de Haarlem et de Bruxelles) représentent des scènes du Nouveau Testament (Golgotha, Crucifixion, Fuite en Égypte, Christ sur la montagne) et des scènes de la vie de saint Bernard et de saint Benoît tout à fait représentatives de son style. Récemment, on a découvert dans une modeste église de Normandie (ancienne commune de Saint-Martin-de-Fresnay) une Crucifixion signée et datée de 1557, reprenant et amplifiant les thèmes du tableau de Gand. Cette œuvre, assez abîmée, est actuellement (2017) en restauration.
Citons encore une Crucifixion au musée de l'Ermitage, un diptyque « Adam et Ève et Gédéon » au Musée des beaux-arts de Strasbourg et deux Triomphes de Silène à Vienne. On trouve également de lui des toiles de moindre importance dans les musées de Rotterdam, Munich, Cassel, Brunswick, Karlsruhe, Mayence et Copenhague. Il existe de lui un Jugement dernier, conservé à Hampton Court.
Ses œuvres ont été gravées dans l'atelier de Jérôme Cock par Dirck Volkertszoon Coornhert, Philippe Galle et Herman Muller.

### Œuvres

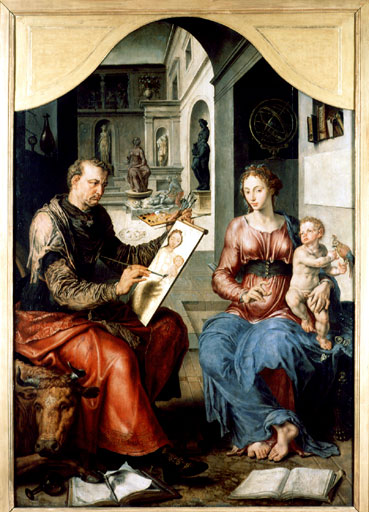
Saint-Luc peignant la Vierge, 1550-1553, huile sur bois,, Musée des beaux-arts, Rennes.

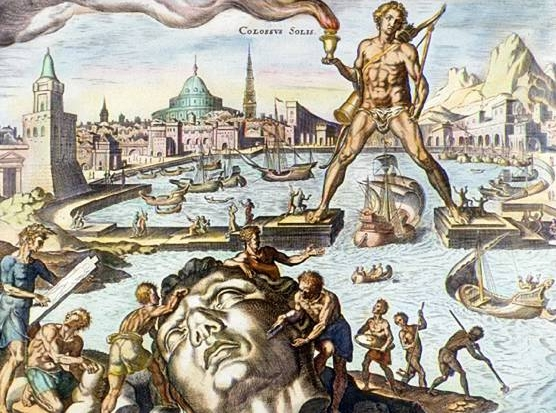
Le Colosse aux jambes écartées, soit Le Colosse de Rhodes, gravure appartenant à la série des Sept Merveilles du monde, (1572).

- Portrait d'Anna Codde, 1529, huile sur panneau de chêne, 87 × 66 cm, Rijksmuseum, Amsterdam
- Pieter Jan Foppeszoon noble d'Haarlem avec sa famille, v. 1530, Gemäldegalerie Alte Meister (Cassel)[8]
- Homme de douleur, 1532, huile sur panneau, 84 × 72 cm, Musée des beaux-arts de Gand. Provient de l'église Saint-Corneille de Machelen[10]
- Saint Luc peignant la Vierge, 1532, Musée Frans Hals, Haarlem
- Le Triomphe de Bacchus, 1536-1537, panneau de chêne, 56 × 106 cm, Kunsthistorisches Museum de Vienne[11]
- La Vierge et saint Jean l'Evangéliste, le donateur et sainte Marie-Madeleine, v. 1540, huile sur chêne, chaque panneau, 123 × 46 cm, National Gallery, Londres[12]
- Calvaire, 1543, huile sur panneau, 334 × 270 cm, Musée des beaux-arts de Gand. provient du Couvent des Clarisses de Gand[10]
- Saint-Luc peignant la Vierge, 1545, huile sur bois, 205 × 143 cm, Musée des beaux-arts, Rennes
- Calvaire, 1545-1550, huile sur panneau, 101 × 58 cm, Musée de l'Ermitage, Saint-Petersbourg[13]
- Vue imaginaire du Colisée en ruine, 1552, huile sur bois, 75 121 × cm, Palais des beaux-arts, Lille[14]
- Autoportrait au Colisée, Rome, 1553, huile sur panneau, 42 × 54 cm, Fitzwilliam Museum, Cambridge
- Crucifixion, église de Saint-Martin-de-Fresnay, ancienne commune de L'Oudon, aujourd'hui commune de Saint-Pierre-en-Auge, Calvados, Normandie, 1557.
- Triptyque de l'Ecce Homo, 1559-1560, Musée Frans Hals, Haarlem
- Triptyque de la mise au tombeau, 1560, chêne chantourné, panneau central 219 × 66 cm, volets 217 × 65 cm, Musée royal d'art ancien à Bruxelles[15]
- Sept Merveilles du monde, 1572, série de sept gravures[16]